# 力王
『力王 RIKI-OH』（りきおう）は、鷹匠政彦原作、猿渡哲也作画による日本の漫画、およびそれを原作としたOVA、映画作品である。

## 概要
本作は、『ビジネスジャンプ』（集英社）1987年7月（13号）から1990年7月（16号）まで連載された。単行本は全12巻、ホーム社版は全9巻が刊行されている。集英社1987年度MVP賞受賞・累計発行部数は250万部であり、創刊間もない同誌を『週刊ヤングジャンプ』と並ぶ集英社青年コミック誌の2本柱の1つへと押し上げる推進役を果たした。
本作の連載中には必ず「敗れる方法（すべ）を知らされていない哀しき戦士の物語（ストーリー）」とのキャッチフレーズが掲げられており、近未来の弱肉強食の世界で弱者を助け正義を貫く主人公の壮絶な生き様が描かれた。
本作では話数を示す単語を「Violence（バイオレンス＝「猛烈」・「暴力」の意）」としており、第1話 - 第74話までは「Violence○○」（○○には話数が入る）、第75話（最終話）は「Last Violence」と記載されている。
また、1989年と1990年にはOVA化（全2巻）され、1991年には香港で実写映画化され日本国内でも公開された。90年代中期にはハリウッド映画化の企画も持ち上がっていたが頓挫している。

## あらすじ
近未来の東京。民営化された私立国分刑務所に、雑賀力王という右手の甲に六芒星の痣がある若き囚人がいた。彼には霊的な力こそ無いが、超人的な肉体と精神力、そして何事にも決して屈しない正義の信念を持っていた。囚人を使い捨ての消耗品と見なす刑務所幹部は、弱者を助け正義を貫く力王を亡き者にしようと、四天王と呼ばれる最強の囚人たちを差し向けた。四人の刺客たちを必殺の拳で次々と返り討ちにした力王は、刑務所内で芥子が栽培され麻薬密造が莫大な利益を生んでいる事実を突き止めた。孤立無援の力王の闘いは、抑圧された囚人たちを奮い立たせ暴動へと発展した。ついに黒幕の所長と対決した力王は、同じ師に師事した兄弟子の所長を死闘の末に倒し刑務所を脱走した。
拳法の師・張善鬼のもとへ身を寄せた力王は、張老師の言葉を手掛かりに自らの出生の謎を解くため、北の果ての《岬》と呼ばれる地図にも無い辺境地帯へ潜入した。鷲崎という正体不明の軍人が支配する、全土が血も凍るラーゲリ（強制収容所）である《岬》で、力王は双子の弟・那智と十数年ぶりに再会した。右手に鉤十字の痣がある超能力者の那智が人類滅亡を企図する謎の巨大組織に「滅びの子」として利用されていると知った力王は、鷲崎の野望を阻止すべく立ち上がるが「滅びの子」として覚醒した那智により鷲崎は惨殺され、悲痛な兄弟対決の果てに最愛の弟を自らの手で殺した。人類滅亡計画は力王によって阻止されたかに見えたが、直後に《岬》を震源とする巨大地震が日本全土を襲った。
地震で壊滅し廃墟と化した東京へ舞い戻った力王は、育ての親である雑賀夫妻を訪ね出生の秘密を聞き出そうとした。養父の雑賀道臣は謎の巨大組織の手先により致命傷を負いながらも最後の力を振り絞り、第二次大戦下のヨーロッパから中国・上海へ逃れた亡命ユダヤ人少女ハンナが後の力王と那智の母親だと告白し自身の知っている全てを語って力尽きる。力王は養父が死に際に残した「クリス」という言葉を手掛かりに、巨大組織のアジトである《不老宮》へと向かった。
無界の代理人・姉山が君臨する《不老宮》では死んだはずの那智が生首だけの姿で温存され、人類滅亡のための〈クリスタル計画〉に利用されようとしていた。邪悪な姉山は次々と秘策を繰り出し力王を屈服させようとしたが、力王は9歳の少年・芥の協力を得て姉山の魔手をことごとく粉砕した。窮地に追い込まれた姉山は〈クリスタル計画〉を発動させた。しかし兄・力王の愛により全人類への憎悪を愛情へと転化させた那智は自らを消滅させることで〈クリスタル計画〉を挫折させた。《不老宮》は崩壊し、姉山は醜悪な最期を遂げた。
父親の正体を突き止めようとする力王は、南極へ渡り「無界」という謎の人物に会うため人跡未踏の〈到達不能点〉へと飛んだ。そこは南極だというのに花が咲き乱れる暖かな楽園で、力王は地底湖に一頭の鯨と暮らすヨナという老人から「無界」が謎の巨大組織を操っていた事実を知らさせる。ついに「無界」と対面した力王は、彼が人類滅亡後の未来からやってきた人物で、〈神の計画〉のためハンナを凌辱し力王と那智を産ませた父親である事実を明かされた。力王は呪われた血統を断つため自ら命を絶とうとするが、「無界」は人類への贖罪と息子への愛のため自らの首を切り落とし、ハンナの意志が込められた銃剣を胸に受けて消滅した。力王は鯨の背に乗って「無界」の王国を去り、絶望からの輪廻と再生を予感させて物語は終わる。

## 登場人物

### 主人公サイド
雑賀 力王（さいが りきおう）
本作の主人公で、生まれつき右手の甲に六芒星の痣を持つ青年。国分刑務所で出生後まもなく実母と死別し養護施設で育つが、3歳の時に自分だけが貿易商・雑賀道臣の養子となり那智と生き別れになる。18歳の時、水口によって雑賀家が破産し自らも5発の銃弾を受けた末に自身の出生の秘密を知り絶望、実母の墓前で自殺を試みた所を張善鬼に保護される。以後は彼に師事し、超人的な肉体と正義を貫く不屈の闘志を宿して数々の巨悪と戦う事になる。
決め台詞は「お前の悪業（カルマ）は俺が地獄に運んでやる」であり、このとき右手の六芒星の痣が強く浮かび上がる。
那智（なち）
力王の双子の弟。生まれつき右手の甲に鉤十字の痣を持つ青年で、強大なサイコキネシスを使う超能力者。3歳の時に力王と生き別れになり、「兄に捨てられた」悲しみと絶望から実父と同じ資質を持つ自分とそれに反発する自分との間で苦悩し、「苦しみの生」を歩むことになる。
王 美麗（おう びれい）
力王と那智の実母で、「連続乳児殺人犯」の死刑囚として語られており既に故人である。しかし物語後半でその出自がユダヤ人難民の少女で幼名がハンナである事、当時の雑賀家に養女として引き取られるも無界に狙われ逃亡の末に王美麗と名前を変え、後に日本に渡り「秋山久乃」の日本名を名乗り薬剤師を営んでいた事が判明する。さらに連続乳児殺人犯の汚名は無界が彼女を愛するが故に着せた濡れ衣であり、全くの冤罪であった事が明らかになる。そして無界の手に落ち国分刑務所に幽閉された後、無界の子（力王と那智）を出産するが彼女の愛情は無界ではなく2人の子に注がれた。最期は国分刑務所で自ら死刑台に立ち「自分の肉体は征服できても心までは征服できない事と、いつの日か自分の血を受けた者が無界を倒す時が必ず来る事」を告げ、これに激昂した姉山の手で絞首刑に処され波乱の生涯を閉じた。
張 善鬼（ちょう ぜんき）
内家拳法の達人で、力王の師匠に当たる人物である。自身の出生の秘密を知って絶望し自殺を試みた力王を保護し、以後は拳法の伝授を含めてあらゆる面で力王を指導した。若い頃は蔣介石のボディーガードを務めており、力王の養父・道臣の命を救った経歴がある。物語後半で力王の命を狙う刺客によって両目を潰され致命傷を負い、力王が「拳法においては自分を超えた」事を見届けると力王の進むべき道を示して永遠の眠りに就いた。

### 国分刑務所編
岩田
暴力団の幹部(若頭)。看守を金で買収し、刑務所内ではやりたい放題。
若松
警官を車で轢き殺してしまった信用組合の職員。岩田の策略で仮釈放を取り消され、それを苦にして自殺する。
板東
岩田が力王に仕向けた刺客。
杉山 徳三（すぎやま とくぞう）
私立国分刑務所の管理部長で、仁丹を内封した義眼（左眼）と鉤爪（左手） を持つ中年の禿げ上がった男。刑務所の4管区を四天王と呼ばれる実力者の囚人に統括させるなど経営手腕に関しては優れているが、自分よりも強い者に対しては恐れて媚びを売り、弱い者に対しては徹底的に高圧的な態度で接するため人望は無い。刑務所編ではかなり出番は多く、杉山視点で描かれるエピソードもある。後に刑務所での暴動が発生した際に力王によって羽交い絞めにされ所長に助けを求めるも、所長によって管理責任を取らされる形で超圧縮ガス爆弾銃の弾丸を身体に受け処刑された。
谷本
情報を他人に密告するのが癖の囚人。
井村
気が荒い性格の囚人。鳴海に顔をノコギリで切られた後、十字架に磔にされ絶命。他の囚人の面倒見は良かった。
鳴海（なるみ）
国分刑務所四天王の1人で、北部管区を統括する囚人。背中に鯉を抱いた童子の刺青を彫っており、「人斬り鳴海」の異名を持つ威圧的な任侠肌の男で、短刀を使い力王に死闘を挑む。反面、弟分の囚人であるアサにだけは心を開く一面も見せる。
北枕（きたまくら）
国分刑務所四天王の1人で、東部管区を統括する囚人。元力士の大男で、素手で人間の頭を握り潰すほどの握力と怪力を有している。また、野心家でもあり刑務所を統括する四天王は自分1人だけで良いと考え、白神と黄泉の窮地を見捨てる行動も取った。力王との戦いに敗れ虫の息になると所長と杉山からは手の平を返される形で見捨てられ、今際の際に力王を助ける形で最期を迎える。
白神（しらがみ）
国分刑務所四天王の1人で、南部管区を統括する囚人。小柄な老人で、主に黄泉とコンビを組んで行動している。何でも縫い込む針と糸を自在に操り、さらに黄泉とのコンビ攻撃は力王を窮地に追い込むほどの実力を発揮する。北枕の銛が刺さった後も生きていたが、何故か銛は刺さりっぱなしだった。
黄泉（よみ）
国分刑務所四天王の1人で、西部管区を統括する囚人。中性的な容姿にして冷酷な性格の男で、拳法の達人で華麗な身のこなしに加え、人間の舌や皮をミカンの皮を剥ぎ取る様に切り裂く爪技と自分の関節を自由に脱着出来るのが特徴である。自身だけでもかなりの戦闘能力を有するが、白神とコンビを組んだ時には互いの長所を最大限に生かし、力王を窮地に追い込むほどの実力を発揮する。刑務所内で罌粟を栽培していた。
アサ
私立国分刑務所の北部管区に収監されている囚人。鳴海が唯一心を開いている弟分だが、まだ少年の様なあどけなさが残っており戦いを好まない心優しい性格である。収監直後に刑務所内での秘密事項を見たため、黄泉によって舌を切断されており喋ったり草笛を吹く事ができない。後に鳴海を倒した力王の草笛を聴いた事から力王にも心を開く様になり、西部管区の秘密事項を力王に教えた。しかしこの事が仇となり、再び黄泉の爪技の犠牲となり凄惨な最期を迎えてしまう。
国分刑務所・所長
私立国分刑務所の所長で、小柄で狡猾なインテリ風の風貌をした男である。実は力王と同じく張善鬼に師事した1人であり、内家拳法の達人でもある（自ら戦う時には、小柄なインテリ風の風貌から強靭な躯体をしたゴリラの様な風貌に変化する）。
学
所長の息子。
水上螢子
中華料理屋の娘。車で轢かれた後、粗悪な薬を処方され昏睡状態になる。
岩崎
独房内の力王に食事の差し入れをした囚人。杉山に殺される。

### 岬編
イタコ
力王に助言する。
鱶尾 新吉（ふかお しんきち）
イタコの息子。辺境地帯《岬》編より登場する髭を生やした強面の男。力王以外に存在する張善鬼の7人の弟子のうちの1人で、力王に様々な形で協力する。後に人類を滅亡から救う組織「ロンギヌス」のメンバーである事を自ら明かす が、力王への協力姿勢は以降も変わる事は無かった。しかし力王と那智の死闘において六芒星と鉤十字が重なった事による津波の発生に呑み込まれ命を落とす。
海坊主
鷲崎が力王に仕向けた刺客。
鷲崎（わしざき）
辺境地帯《岬》を支配する元軍人。神の計画の名の下に力王と那智を自らの支配下に置き、世界を破滅に導く最終兵器として利用しようと企む。古代より霊力があると伝えられる鉄隕石刀の使い手で、力王を一撃で倒すほどの実力も併せ持つ。後に《岬》と自分が「あのお方」に見捨てられたと知り発狂し、「この世に未練が無い」と叫びながら大量殺戮を行い那智を殺そうとする。
草屋
鷲崎の側近。
蜂須賀
独房のボス的存在。ガソリンを愛飲する。
冬木丈
力王に協力する。
モリ
独房の老人。蜂須賀に顔を踏まれ殺される。
鬼山
自治会の議長。
バイソン
パンクラチオンの剣闘士。
大熊
パンクラチオンの剣闘士。
与那原賢照
パンクラチオンの剣闘士。倒した敵の顔の皮を剥いで所持している。武器は水銀ヌンチャクとトリカブトの毒を塗った剣。
ロボトミ560SEL-マークⅡ
パンクラチオンの剣闘士。サイボーグに改造された人間。
オットー・シュタイナー
鷲崎の盟友で元軍人にして医学博士。鷲崎と共に神の計画を遂行するが、鷲崎ほど非情にはなれずフェア精神を尊重する性格で鷲崎の娘・舞衣に恋慕を抱いている。後に力王に一対一の決闘を申し込み、決闘の中で神の計画に手を貸した理由と決闘を申し込んだ真意を明かす。彼にとって神の計画に手を貸した理由は「自身が戦争で糜爛性毒ガスの犠牲となり、身体に醜い傷痕と電気ショックを常時与えなければ日常生活すら困難になる障害を負ったゆえの世界に対する復讐」であり、決闘を申し込んだ真意は「舞衣を愛し、力王の弱者を助け正義を貫く姿を見て人間が愛おしくなり、自身の過ちを悟った」ためであった。
鷲崎 舞衣（わしざき まい）
鷲崎の娘。父親とは異なり心優しい性格で、父親が行ってきた神の計画による数々の非道も全て知っており心を痛めている。力王に恋心を抱くが想いは通じず一日にして初恋と失恋を経験する。後に父親が発狂し彼女を手に掛けようとした故に力王の下に逃げ延びるが、六芒星と鉤十字が重なった事による津波の発生に呑み込まれ鱶尾と共に命を落とす。
ソーニャ
女中として舞衣に仕える巨躯の女。女性とは思えない強面の容姿と怪力を有しており力王との初対面では敵意を露にする。舞衣に対する忠誠心は厚い。鷲崎の発狂後は刃傷を負いながらも身を挺（てい）して舞衣を護り、力王に舞衣の後事を託して息絶える。

### 水口編
水口 菊矢（みずぐち きくや）
関東最大の暴力団・大亜連合の最強組織「水口組」の組長。かつて雑賀家を破産させ、力王を銃撃した実行犯 である。ずる賢く、強きに媚びて弱きを嬲る性格であり自身の出世と欲望を第一に考えている。力王を拳銃では殺せないことを知ってからはバズーカ砲を携行している。直属の部下に「三羽ガラス」と切り込み隊長・毒島がいる。
栄作（えいさく）
大亜連合「水口組」の傘下・「肥田組」の用心棒で、知能が低くゴリラの様な巨漢。当初は肥田の命令のままに暴れ放題だったが、力王との戦いにおいて力王の心の悲しみを感じ取ると本来の純真な心を取り戻し、後に大亜連合を離反して力王に協力する様になる。その後水口に捕らえられた力王を救出する為に単身水口の屋敷に乗り込むが、水口組「三羽ガラス」の1人・紅葉次により致命傷を負う。最期は紅葉次を倒し瀕死の状態に陥っている力王を救うために自らの左腕を切り落とし、自分の血を力王に輸血させて息絶えた。
岩戸 源治（いわと げんじ）
水口組「三羽ガラス」の1人で、禿げ上がった頭に「大往生」の刺青を入れた強面の男。力王の攻撃にビクともしないほどの強靭な頭部を有しており1対1の勝負では情け容赦無い態度で臨むが、その外見とは異なり実際は心優しく子煩悩な性格で、任務の際にも必要以上の被害を出さない様に心掛けており、裏切り者に対しても肉親が存在する事が判れば見逃す一面も持っている。実は水口によって愛娘を人質に取られており、愛娘の安全の為に嫌々ながら従っているだけであった。
紅葉次（もみじ）
水口組「三羽ガラス」の1人で、水口の板前を務める。背中に紅葉の刺青を入れており、板前仕込みの包丁裁きを得意とする。三羽ガラスの中では彼だけが水口に忠実である。
マオ
水口組「三羽ガラス」の1人で、インディアン風の大男。実は姉山と通じ既に水口を見限っており、姉山の命令に従い水口に制裁として鼻を削ぎ落とし、最終的に処刑する。ブーメラン・棘鞭・糸鋸を編み込んだ辮髪を駆使して戦う。
毒島 千春（ぶすじま ちはる）
水口組の切り込み隊長にして水口の「最後の切り札」であり、マオや姉山が一目置くほどの実力を有している。元々はサーカスの曲芸師で、「凶太郎」・「狂次郎」・「恐三郎」の三身一体の兄弟である。兄弟全員が蛇の様な顔と縦横無尽な身体を駆使し、必殺技の「大蛇固め」と狂次郎の右手に染み込ませた猛毒・テトロドトキシンで力王を苦しめる。

### 姉山編
姉山（あねやま）
無界の代理人 で、《不老宮》に住み絶大な権力を振るう白面の男色家にしてサディストの男性。第二次世界大戦当時からナチスと通じており、雑賀道臣の両親を殺害し王美麗を無実の罪で処刑した上、水口を操り雑賀家を破産させ力王殺害の命令を下した張本人である。残虐と狡猾の極みとも言える性格で、その性格の根底は「15歳で嫁に行き、早産で死んだ実姉を想う」ゆえの愛情の裏返しだった事が判明する。実は80歳を越えた老人であり、顔は若さを維持するために整形し、心臓はオリンピック金メダリストのものを移植して生き長らえていた。
薔薇木戸（ばらきど）
姉山の稚児で、中性的な容姿の美青年。しかしその性格は残忍かつ嫉妬深く、姉山に仕える為ならば力王を生け捕りにするように命令されても抹殺に掛かるほどである。華麗な身のこなしと爪を武器に戦うが、形勢が不利になるとリモコン操作の凧で力王を串刺しにしようとする。
小日向（こびなた）博士
姉山の側近の初老の学者で、高校中退ながらも大学院博士課程を修了している。あらゆる分野に頭が働くほど有能だが水口と同様にずる賢く、強きに媚びて弱きを嬲る性格の上に酒・女・借金等の度重なる不品行が災いし教授の椅子を目前にしながら大学を放逐された末、姉山に研究の場を与えられて以降は側近を務めている。力王のコピーである人造人間・「悪王」や〈クリスタル計画〉発動のキーを創った張本人である。
悪王（あくおう）
小日向博士によって創られた、力王を基にした上で「力王の意識下にある悪を具現化」した人造人間でヴァイオリンの音色によって小日向博士に操られる。容姿・能力・残虐性などの全てにおいて力王を凌ぐ実力だが、力王を道連れにして相討ちに持ち込もうとするも力王よりも一回り以上大きく創られた事が災いして敗れる。その肉体はツギハギのようになっており、右眼には姉山の部屋へ映像配信される監視カメラが内蔵されている。
芥（あくた）
《不老宮》の農場に捕らえられ強制労働に従事させられていた9歳の少年で、生まれる前に父親に逃げられ、その後母親を失い2年前に唯一の肉親だった兄を《不老宮》の農場で処刑された過酷な生い立ちを歩む。姉山により「GNOSIS（グノーシス・神の英知）の裏文字」で力を封じられた力王を助け、鉄パイプを使い「GNOSIS」の封印を解く。その後は最終話まで力王と行動を共にし、力王に協力した人物の中でビルと共に最後まで生き残った。
林 小竜（りん しょうりゅう）
無界直属の暗殺者で、中国少林拳の流れを汲む拳法家。体内の気を凝縮する事で敵の攻撃を無効化する能力を駆使する実力の高さを有すると同時に、張善鬼の温情を利用して致命傷を与えるなど卑劣な一面も見せる。しかし体内の気を凝縮する能力も力王の「怒りの気」の前では通用せず、正拳突き1発を受けた直後に全身を破砕されて倒された。
雑賀 道臣（さいが みちおみ）
力王の養父。幼少時にハンナを始め多くのユダヤ人を助けていた両親を姉山に殺害され、自らも殺されかけた所を張善鬼によって命を救われる。成人後はハンナの遺児である当時3歳の力王を養護施設から引き取り息子として育てたが、水口によって雑賀家が破産して以後は廃人同然の生活を送る。後に姉山の稚児・薔薇木戸のリモコン凧に串刺しにされ致命傷を負うと同時に正気に戻り、最後の力を振り絞り力王の出生の秘密を含む自身の知っている全てを語った後、力王に看取られながら永遠の眠りに就いた。

### 南極編
ハンス・クリューガー
南極にあるニュー・ソドムの町の教会で伝道師ヨハネの名を名乗り暮らす老人。その正体は第二次世界大戦当時のナチス親衛隊中尉であり、50年前にヒトラーが自決した直後に無界によって「自身の50年の命と、1枚の肖像画を守る」契約を交わされていた。力王がこの世に生を受けた真の意味を伝えると共に無界の契約の呪縛からの解放を望んでおり、力王の来訪を50年間待ち続けていた。
ビル・ヒコック
「ワイルド・ビル」の異名を持つ飛行機のパイロットで、普段はとぼけた態度を取るが、実際は心優しく芯の強い男である。力王を〈到達不能点〉へ連れて行くために嫌々ながら行動を共にするが、その性格故に力王と芥を放っておけない一面ものぞかせる。その後は最終話まで力王と行動を共にし、力王に協力した人物の中で芥と共に最後まで生き残った。

### 無界編
ヨナ
第一次世界大戦が勃発した1914年から南極の地底湖に一頭の鯨と暮らしている老人で、手をかざすだけで失明した眼を治す等の超能力を持つ。力王に「心の中の無界に負けた」事を指摘し、未来を考える事を説き力王を導く。実は無界と同じく2700年前から続く「神に選ばれた血族（ユダヤ10支族）」の子孫であり、地底湖に住む様になった理由も無界と神の座を争い敗れたためであった。
無界（むかい）
物語の黒幕であり、力王と那智の実父でもある。強大な力と不老不死の肉体を有しており、第二次世界大戦当時のナチスを始め多くの者から敬愛と畏怖の対象として崇められると同時に恐れられている。物語終盤で、彼の誕生には悲劇的な歴史の末路が背景にあり、多くの者を操り神の計画を実行させた真の目的も、彼を誕生させる原因になった悲劇的な歴史を繰り返させないためである事が明かされた。

## 書誌情報
単行本
- 『力王 RIKI-OH』集英社〈ビジネスジャンプコミックス〉全12巻
  1. 1988年4月1日発売、ISBN 4-08-863401-2
  2. 1988年5月1日発売、ISBN 4-08-863402-0
  3. 1988年9月1日発売、ISBN 4-08-863403-9
  4. 1988年10月1日発売、ISBN 4-08-863404-7
  5. 1989年5月1日発売、ISBN 4-08-863405-5
  6. 1989年6月1日発売、ISBN 4-08-863406-3
  7. 1989年11月1日発売、ISBN 4-08-863407-1
  8. 1989年12月1日発売、ISBN 4-08-863408-X
  9. 1990年4月1日発売、ISBN 4-08-863409-8
  10. 1990年5月1日発売、ISBN 4-08-863410-1
  11. 1990年8月1日発売、ISBN 4-08-863411-X
  12. 1990年9月1日発売、ISBN 4-08-863412-8

文庫本
- 『力王』ホーム社〈ヤングジャンプコミックスセレクション〉全9巻
  1. 「獣の園」 1995年8月1日発売、ISBN 4-83-422131-8
  2. 「岬」 1995年9月1日発売、ISBN 4-83-422132-6
  3. 「檻」 1995年10月1日発売、ISBN 4-83-422133-4
  4. 「滅びの子」 1995年11月1日発売、ISBN 4-83-422134-2
  5. 「石の血脈」 1995年12月1日発売、ISBN 4-83-422135-0
  6. 「水晶の夜」 1996年1月1日発売、ISBN 4-83-422136-9
  7. 「楼閣」 1996年2月1日発売、ISBN 4-83-422137-7
  8. 「真の敵」 1996年3月1日発売、ISBN 4-83-422138-5
  9. 「輪廻」 1996年4月1日発売、ISBN 4-83-422139-3

## OVA

### 力王 RIKI-OH 等括地獄
概要
本OVAは、原作の第1話 - 第13話を基に制作されている。なお、原作とは以下の相違点がある。
- 四天王は鳴海と黄泉が登場するが、白神と北枕は登場しない。
- 鳴海の容姿が原作とは大幅に異なる（但し、性格と背中の刺青は原作を踏襲している）。
- 原作では黄泉は生死不明だが、OVA版では速乾性コンクリートに呑み込まれて死亡する。
- 力王と所長との兄弟弟子の関係がカットされている。

スタッフ
監督：出﨑哲
原作：鷹匠政彦 / 猿渡哲也（集英社『ビジネスジャンプ』連載）
脚本：小出一巳
演出：広川和之
作画監督：瀬尾康博
美術監督：呉暦喚
撮影監督：岡崎英夫
音響監督：清水勝則
効果：野口透（アニメサウンド）
絵コンテ：富永恒雄
背景：クローバーアート
音楽：中島優貴
製作：マジックバス
製作販売：集英社 / バンダイ
キャスト
雑賀力王：島田敏
黄泉：速水奨
鳴海：玄田哲章
桑原、井村：大塚明夫
岩田：加賀谷純一
若松：松本保典
坂東：大友龍三郎
杉山徳三：渡部猛
刑務所長、張善鬼：上田敏也
源太郎：稲葉実
医師：福田信昭
蛍子、アサ：こおろぎさとみ
谷本：鈴木勝美
他：古田信幸、子安武人、山口健
備考
VHSカラー ステレオHi-Fi 45分 1989年発売

### 力王 RIKI-OH VIOLENCE2 滅びの子
概要
本OVAは、原作の第14話 - 第30話を基に制作されている。なお、原作とは以下の相違点がある。
- オープニングでは原作中盤以降のキャラクターである姉山が登場する。
- 協力者の鱶尾新吉が登場して間もなく鷲崎によって倒され、死亡する。
- オットー・舞衣・ソーニャの3人は登場しない。
- 原作では鷲崎の右腕は力王に切り落とされるが、OVA版では那智の超能力によって粉砕される。

- エンディングでは以降もOVAが続刊されるかの様な伏線が描かれている。

スタッフ
監督：出﨑哲
原作：鷹匠政彦 / 猿渡哲也
脚本：小出一巳
絵コンテ：上村修
キャラクターデザイン：杉野昭夫、内田裕
作画監督：中田雅夫
美術監督：石垣努
撮影監督：岡崎英夫
音響監督：清水勝則
製作：マジックバス
製作販売：集英社 / バンダイ
キャスト
雑賀力王：島田敏
那智：池田秀一
鱶尾新吉：小林清志
きよ婆：京田尚子
鷲崎：大友龍三郎
張善鬼：上田敏也
姉山：大滝進矢
与那原、向井：笹岡繁蔵
アトミック・ロボ：西村知道
執事：飯塚昭三
黒騎士：山口健
係員Ａ：小野健一
係員Ｂ：古田信幸
母親：伊倉一恵
王美麗：佐々木優子
備考
VHSカラー ステレオHi-Fi 48分 1990年発売

## 実写映画

### 概要
『RIKI-OH/力王』（原題：力王、英題：RIKI-OH）
1991年：香港映画、日本公開：新宿シネパトス、他（同年10月）
本実写映画は、原作の第1話 - 第13話を基に制作されている。OVA版と比較して原作に忠実な内容であるが、以下の特徴がある。
- 力王が国分刑務所に入所した目的が原作（生き別れになった弟の那智に会うため）とは異なる。
- 暴力描写・スプラッター表現が生々しく、作画担当の猿渡哲也が試写会で気分を悪くしたほどの内容である。
- 黄泉は力王との死闘の末、片足を液体窒素のタンクに突っ込んで切断されてしまい、その直後に両手を封じられたが、一命は取り留めた。それを見た白神は恐れをなして逃亡するが、杉山に続き超圧縮ガス爆弾銃の弾丸を身体に受け処刑された。

### スタッフ
監督・脚本：ラン・ナイチョイ（藍乃才）
原作：鷹匠政彦 / 猿渡哲也（集英社ビジネスジャンプ刊）
製作総指揮：チュア・ラム（蔡瀾）
製作：チョウ・チュントン（周震東）
撮影：マック・ホイマン（麥海文）
編集：キョン・ツンタク（姜全德）、チョン・イウチョン（張耀宗）
アクション監督：フィリップ・コク（郭振鋒）
音楽：フィリップ・チャン（陳斐烈）
製作：ゴールデンハーベスト
配給：ヒーローコミュニケーションズ

### キャスト
| 役名                 | 俳優                          | 日本語吹替      | 日本語吹替 |
| 役名                 | 俳優                          | VHS版           |            |
| -------------------- | ----------------------------- | --------------- | ---------- |
| リキオウ（雑賀力王） | ルイス・ファン                | 辻谷耕史        |            |
| 管理部長（杉山徳三） | ファン・ムイサン（樊梅生）    | 玄田哲章        |            |
| 所長                 | ホー・カクー（何家駒）        | 小島敏彦        |            |
| 黄泉                 | 大島ゆかり                    | 中原茂          |            |
| 若松                 | 曾近榮                        | 真殿光昭        |            |
| アサ                 | 陳國邦                        | 藤原啓治        |            |
| 北枕                 | 杉崎浩一                      | 笹岡繁蔵        |            |
| 鳴海                 | 陳治良                        | 大塚明夫        |            |
| 谷本                 | 陳敬                          | 桜井敏治        |            |
| 井村                 | 郭振鋒                        | 古田信幸        |            |
| 桑原                 | 黄智強                        | 島香裕          |            |
| 学                   | 黄國樑                        | 堀之紀          |            |
| 白神                 | 黄貴雄                        | 宮本充          |            |
| 岩田                 | 林啓榮                        | 田原アルノ      |            |
| 恋人（蛍子）         | グロリア・イップ （特別出演） | 大谷育江        |            |
| 張善鬼               | 丹波哲郎 （特別出演）         | 嶋俊介          |            |
| その他               |                               | 佐藤ユリ 森利也 |            |
|                      |                               |                 |            |
| 制作                 |                               | 東北新社        |            |